# Estado Reformista (Costa Rica)
Se conoce como Estado Reformista al período histórico costarricense que abarca aproximadamente entre 1940 y 1980, iniciando con la presidencia del caudillo socialcristiano Rafael Ángel Calderón Guardia que inaugura una serie de reformas sociales progresistas que dejan atrás el ya en crisis Estado liberal y que generalmente se le extiende hasta el inicio de las reformas neoliberales de los años ochentas y noventa en que inicia el período bipartidista. Si bien su período conciso de finalización es sujeto de debate, lo más temprano que se le ubica es en la presidencia de Luis Alberto Monge Álvarez donde se dieron los primeros Planes de Ajuste Estructural recomendados por el Fondo Monetario Internacional.

## Historia

### Crisis del Estado Liberal

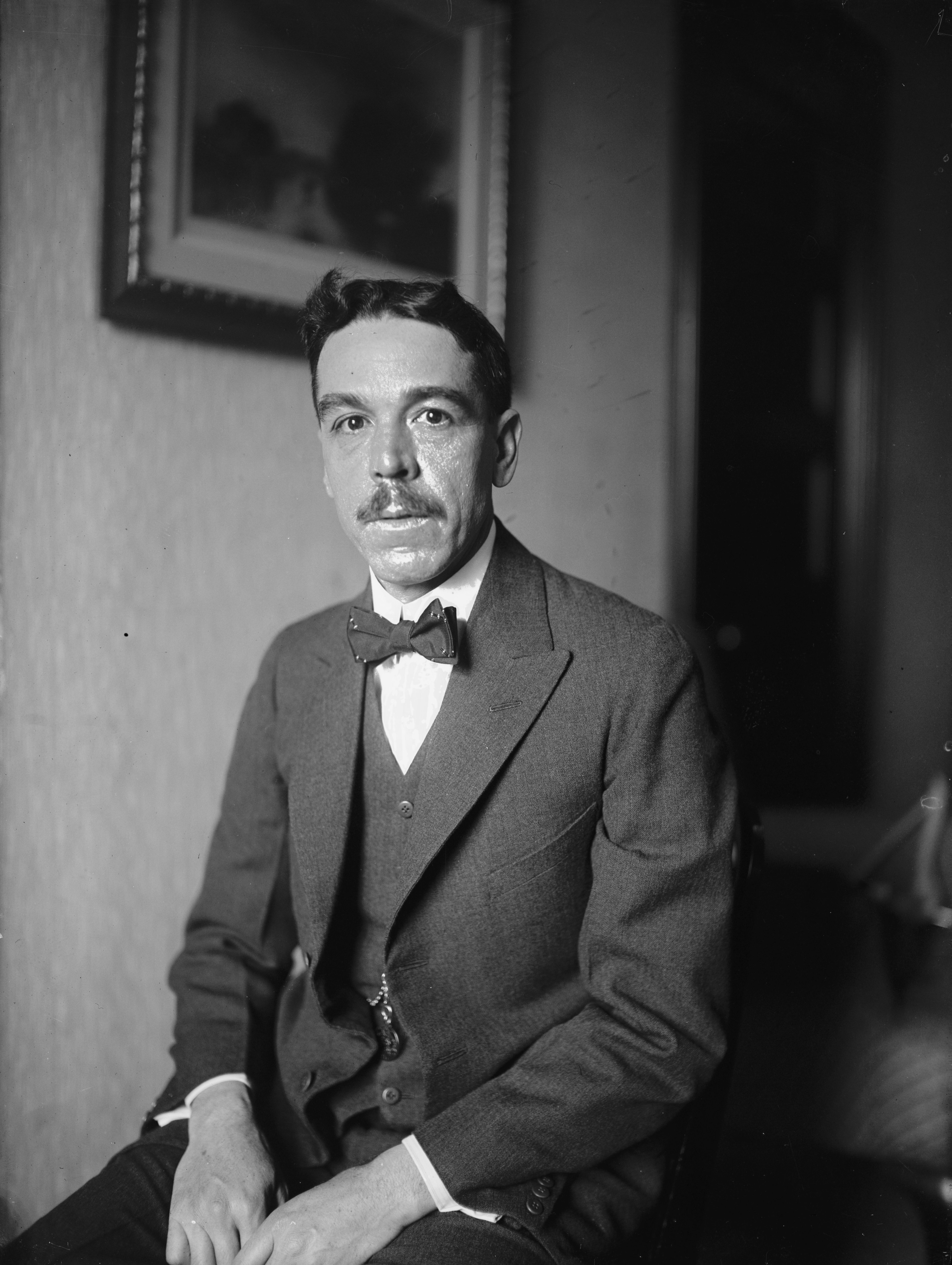
Alfredo González Flores.

Entre 1870 y 1940 los liberales fueron la facción política predominante del país promoviendo un Estado fundamentado en la economía capitalista, el positivismo filosófico y el secularismo racionalista especialmente en la educación y las ciencias. No obstante, esta política de Laissez faire tan arraigada se empezó a tornar insostenible a razón de una serie de situaciones incidentales internas y externas, como fueron; la crisis económica producto de la Primera Guerra Mundial, entre otras cosas, por la dependencia de la economía costarricense a las exportaciones, el aumento de la pobreza y la desigualdad, así como las duras condiciones de trabajo especialmente en las bananeras de la United Fruit Company, el ingreso al país de grupos étnicos como chinos, afrocaribeños e italianos a trabajar en grandes proyectos urbanizadores como el Ferrocarril al Atlántico (y que en el caso de los italianos protagonizaron la primera huelga en la historia del país al provenir de Europa, donde los movimientos obreros y socialistas eran conocidos) y el surgimiento en general de movimientos político-sociales que cuestionaban el modelo incluyendo socialcristianos, socialistas, comunistas y anarquistas.
En 1914 llega al poder el liberal Alfredo González Flores del Partido Republicano pero sin haber pasado por las urnas. González fue designado por el Congreso al ningún candidato de los que participaron en las elecciones haber cosechado suficientes votos como establecía la Constitución. Por tanto, González carecía del apoyo popular necesario para muchas de sus reformas. González pudo estar consciente de la necesidad de reforma y del agotamiento del modelo liberal e inició una serie de reformas intervencionistas que incluyeron: crear impuestos directos como el territorial y a la renta, crear el primer banco estatal; el Banco Internacional de Costa Rica y la Escuela Normal de Costa Rica, implementar las tercerillas (incautación de un tercio del salario de los empleados públicos en forma de préstamo para generar ingresos al estado) y gravar al Gran Capital. La mayoría de estas reformas, especialmente la tributaria, eran adversadas por la oligarquía. Rumores cundieron de un fraude electoral en las elecciones legislativas de Costa Rica de 1915 y de que González buscaba implantar un régimen autoritario y reelegirse en 1918 (la reelección consecutiva estaba proscrita), todo lo cual llevó a un golpe de Estado instigado por el Secretario de Guerra Federico Tinoco en 1917 que, en principio, gozó de apoyo popular.
Pero las medidas autoritarias de Tinoco y la caótica situación económica pronto causaron el surgimiento de una fuerte oposición. La dictadura tinoquista duraría sólo dos años y sería derrocado y exiliado en 1919, restaurándose el orden constitucional con Julio Acosta.
Durante este período surge la figura del sacerdote Jorge Volio Jiménez, influenciado por la doctrina social de la Iglesia y el humanismo cristiano, que apoyaba las reformas de González, escribió en 1917 El año funesto y la traición del 27 de enero de 1917 en referencia al golpe tinoquista. Volio fundaría el primer partido de ideas izquierdistas en Costa Rica, el Partido Reformista que quedó de tercero de tres en las elecciones presidenciales de Costa Rica de 1923 con Volio como candidato, pero que gracias a una serie de negociaciones con el candidato más votado, el republicano don Ricardo Jiménez Oreamuno al (nuevamente) ningún candidato haber cosechado el mínimo requerido, logró la vicepresidencia para Volio y dos ministerios para su partido junto con el apoyo a varios proyectos. La alianza republicana-reformista se enfrentó al candidato Alberto Echandi Montero del Partido Agrícola al que ambos grupos adversaban por considerarlo extremadamente derechista. 
En 1933 se da la Gran Huelga Bananera en la zona sur. Para esta época las condiciones de trabajo eran deplorables y la población obrera, influenciada por intelectuales y políticos como Manuel Mora Valverde, Arnoldo Ferreto Segura, María Isabel Carvajal y Carlos Luis Fallas que fundarían el Bloque de Obreros, Campesinos e Intelectuales futuro Partido Comunista Costarricense, iniciaron una huelga masiva contra la United Fruit Company de cerca de 10.000 operarios, exigiendo cosas como aumentos salariales, pago en efectivo y no con cupones, botiquines de primeros auxilios en las fincas y jornada de ocho horas. Por estas fechas se fundan también la Liga Cívica, la Sección Costarricense de la APRA influenciada de Perú y el Partido Socialista Costarricense de Vicente Sáenz Rojas influenciado por México. En 1943 se crean dos de los primeros sindicatos, la comunista Confederación de Trabajadores de Costa Rica y la socialcristiana Confederación de Trabajadores Rerum Novarum.

### Gobiernos calderonistas (1940-1948)

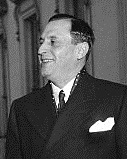
Rafael Ángel Calderón Guardia.

Rafael Ángel Calderón Guardia, médico educado en Bélgica donde entró en contacto con los movimientos políticos socialcristianos y humanistas,  llega a la presidencia tras las elecciones presidenciales de Costa Rica de 1940 de la mano del relativamente recién fundado Partido Republicano Nacional de Jiménez Oreamuno. Aunque originalmente apoyado por su padrino político León Cortés Castro (presidente de 1936 a 1940) quien era conocido por sus simpatías fascistas y nacionalsocialistas, Calderón pronto rompió con los grupos de poder e inició una serie de reformas económicas y sociales a favor de los más pobres, como eran la creación de un seguro médico similar al que había visto en otros países y tomando como base la Caja del Seguro Obrero de Chile, se crea la Caja Costarricense de Seguro Social.
La oligarquía, descontenta con estas medidas, planean un golpe de Estado contra Calderón. El empresario Jorge Hine intenta enrolar a los comunistas contactando a su líder y diputado Manuel Mora Valverde, pero Mora declina y advierte a Calderón, por lo que el golpe se frustra. Calderón, ávido de aliados, logra un acuerdo con el Partido Comunista Costarricense de Mora y la Iglesia Católica liderada por monseñor Víctor Manuel Sanabria Martínez que les permitiría tener el suficiente peso político y respaldo popular combinado para promulgar las Garantías Sociales. Como parte del convenio el Partido Comunista acordaba cambiarse el nombre a Partido Vanguardia Popular para hacer más fácil la aceptación pública y monseñor Sanabria expresaría públicamente que no habría dilema para los católicos en votar por ellos. Calderón también retrotraería algunas de las medidas secularizantes anticatólicas del período liberal, por ejemplo, levantando la prohibición a que los sacerdotes católicos pudieran dirigir escuelas.
Entre algunas de las reformas logradas en esta época se cuentan; la fundación de la Caja Costarricense del Seguro Social, la creación de la Universidad de Costa Rica (sobre la base de la Escuela Normal y la Universidad de Santo Tomás) y la redacción y aprobación del Código de Trabajo que creaba una legislación laboral pionera. No obstante, las tensiones entre los grupos conservadores molestos con estas reformas, así como acusaciones de corrupción y fraude electoral, y la persecución de grupos étnicos como alemanes, italianos y japoneses durante la Segunda Guerra Mundial engrosó las filas de la oposición lo que llevó al estallido de la Guerra del 48.

### Guerra Civil de 1948 y Junta Fundadora de la Segunda República (1948-1949)

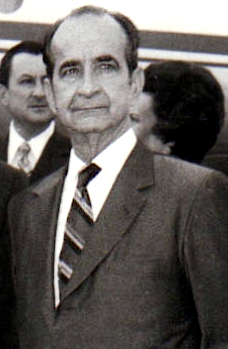
José Figueres Ferrer.

El bando victorioso tuvo como caudillos a dos líderes anticalderonistas muy disímiles; el periodista liberal Otilio Ulate Blanco, hombre salido de la oligarquía y apoyado por los grupos conservadores cuyas ideas parecían ser propias de la etapa liberal que había fenecido décadas antes, y el finquero José Figueres Ferrer de pensamiento Socialdemócrata y progresista que compartía muchos de los ideales sociales de sus enemigos. En cualquier caso tanto el Pacto de Ochomogo como el Pacto de la Embajada de México negociados para la rendición de comunistas y calderonistas respectivamente, cimentaron por escrito el respeto a las Garantías Sociales para que no fueran repelidas. La victoria rebelde llevó al gobierno de la Junta Fundadora de la Segunda República presidida por Figueres y constituida también por Benjamín Odio Odio, Gonzalo Facio Segreda, Alberto Martén Chavarría, Uladislao Gámez Solano,  Francisco José Orlich Bolmarcich, Bruce Masís Dibiasi, Raúl Blanco Cervantes, Benjamín Núñez Vargas, Edgar Cardona Quirós y Daniel Oduber Quirós a gobernar por 18 meses desde el 8 de mayo de 1948, cada uno con distintas carteras ministeriales, mientras los líderes calderonistas y comunistas partían al exilio.
Pero Figueres y la Junta, además de preservar las ya hechas, proseguirían con las reformas sociales. Durante su gobierno se establece una asamblea constituyente que redacta la actual Constitución de 1949, se nacionaliza los bancos privados, se crea el Instituto Costarricense de Electricidad, se crea la Oficina del Café, se aprueba el sufragio femenino y de las minorías étnicas, se abole la hasta entonces vigente segregación racial y, de trascendental importancia, se da la abolición de las fuerzas armadas. De hecho, muchas de estas reformas incluyendo la abolición militar y las acusaciones contra Alberto Martén y Benjamín Núñez de ser socialistas, motiva el Cardonazo, un intento fallido de golpe de Estado protagonizado por el ministro Cardona. Figueres afirmó que fue visitado por varios representantes del empresariado más conservador, entre ellos Ricardo Castro Beeche, Francisco Jiménez Ortiz (accionista del Grupo Nación), Fernando Lara Bustamante y Sergio Carballo quienes le instaron a retrotraer las Garantías Sociales y abolir el Código de Trabajo y la Caja Costarricense de Seguro Social, ofreciéndole a cambio la presidencia del país y poner a su servicio al Gran Capital y la prensa. Figueres declinó indignado e informó de ello a Ulate.
A pesar de los acuerdos del Pacto de Ochomogo, los simpatizantes del comunismo fueron perseguidos y encarcelados y la Confederación de Trabajadores (brazo sindical de Vanguardia Popular) fue cerrada, así como se estableció la prohibición constitucional de formar partidos políticos marxistas.

### Estado Benefactor (1949-1980)
El 7 de noviembre de 1949 se promulga la Constitución Política actualmente vigente, y, al día siguiente, al finalizar los 18 meses de gobierno de la Junta Fundadora de la Segunda República asume Otilio Ulate Blanco como Presidente de Costa Rica hasta 1953, cuando se convocan las primeras elecciones desde 1948, donde José Figueres Ferrer es electo, esta vez como presidente constitucional. A pesar de la prohibición constitucional que proscribía indirectamente a los partidos de corte comunista y calderonista, lentamente las garantías constitucionales se fueron normalizando. 
En 1958 asume la presidencia el opositor al bando liberacionista Mario Echandi Jiménez. Echandi establece una amnistía general y permite el regreso de Calderón Guardia y su familia y de diversos líderes de todas las facciones de la guerra. Los comunistas serían re-legalizados en 1978 aunque ya antes se les había permitido participar electoralmente en partidos socialistas que no fueran oficialmente marxistas. Se promulgaría además la Ley del Aguinaldo durante el período 1958-1962 impulsada por Luis Alberto Monge y gracias a la alianza de las bancadas liberacionista y calderonista, aunque el presidente Echandi la vetaría, sin evitar con ello que fuera refrendada. También se declararía el derecho a la salud como un derecho constitucional,
El período posguerra civil se caracterizaría por un predominio político del Partido Liberación Nacional, partido socialdemócrata fundado por Figueres, y que sería la fuerza política más grande y mejor organizada del país. Aun así la alternancia se daría gracias a diversas coaliciones de centroderecha que lograrían superarle en votos en algunas coyunturas. A pesar de esto el período post-48 se caracterizaría por el peso dominante del PLN que ostentaría siempre la mayoría legislativa hasta 1978, y por la creación del llamado «Estado empresario» o «estado gestor» en donde se iría consolidando el ya iniciado modelo de estado de bienestar cuyos principios ideológicos estarían plasmados en la Constitución de 1949 y permitirían la movilidad social, altos niveles de alfabetización y salud y una de las clases medias más grandes de Latinoamérica (al lado de Argentina, Chile y Uruguay). Entre las instituciones que se crearían en este período se incluyen: Instituto Nacional de Seguros, Instituto Costarricense de Acueductos y Alcantarillados, Instituto Costarricense de Turismo, Instituto Nacional de Vivienda y Urbanismo, Consejo Nacional de Producción, Instituto Mixto de Ayuda Social, Instituto Tecnológico de Costa Rica, Orquesta Sinfónica Nacional, Universidad Nacional de Costa Rica, Refinadora Costarricense de Petróleo, Universidad Estatal a Distancia, Sistema Nacional de Radio y Televisión, Instituto de Desarrollo Rural,  Comisión Nacional de Emergencias, Instituto de Fomento y Asesoría Municipal, Instituto Mixto de Ayuda Social, Instituto Nacional de Aprendizaje, Junta de Administración Portuaria y de Desarrollo Económico de la Vertiente Atlántica de Costa Rica, ente otros.
Sin embargo, este exceso de estatismo y una asfixiante burocracia sumada a una numerosa planilla estatal, resultaría también insostenible y, de forma similar a la crisis del Estado liberal, el estado reformista empezaría a mostrar un agotamiento a finales de la década de los 70 y principios de los 80.

### Crisis económica (1980-1982)
En 1978 llega a la presidencia de la República Rodrigo Carazo Odio de la Coalición Unidad, hombre de ideas polémicas, Carazo enfrentó al FMI y al Banco Mundial y se negó a pagar la deuda externa y a seguir sus indicaciones. Además tensa las relaciones con Washington y con su vecino, el dictador nicaragüense Anastasio Somoza, al permitir al FSLN operar en territorio costarricense en la frontera norte. Su gobierno de contestatarias tendencias progresistas y de nacionalismo de izquierda sufriría una gravísima crisis económica por sus malas relaciones con los Estados Unidos y la subida internacional de los precios del petróleo que provocaría desabastecimiento. 
Ante la impopularidad de Carazo arrasa en las siguientes elecciones el Partido Liberación Nacional postulando a Luis Alberto Monge obteniendo una victoria por avalancha y la bancada más grande de su historia (33 de 57 diputados). Monge haría todo lo opuesto a Carazo, mejorando las relaciones con la Casa Blanca y los organismos financieros internacionales, aplicando programas de ajuste estructural y medidas y recomendaciones propias del consenso de Washington y permitiendo a la Contra operar contra los sandinistas en territorio tico durante la guerra civil de ese país.

### Fin del Estado Reformista
Aunque la fecha exacta del final del Estado reformista o benefactor se discute, y los pensadores más liberales consideran que no ha terminado, otros analistas arguyen que el inicio del modelo neoliberal a partir de los años 80s abrió un nuevo período histórico costarricense. No obstante, se discute cual fue el inicio del fin en concreto. Algunos consideran que fue con la presidencia de Monge, pero otros lo extienden a la de Óscar Arias Sánchez en el período 1986-1990. Otros consideran que inicia con el nacimiento del bipartidismo tras la fusión de la Coalición Unidad en el Partido Unidad Social Cristiana en 1983 o bien, con la firma del Pacto Figueres-Calderón en la administración de José María Figueres Olsen que consolida el bipartidismo pero, además, cimienta una serie de impopulares reformas neoliberales. En cualquier caso, el período bipartidista se extendería entre 1983 y 2014 cuando el primer triunfo electoral del Partido Acción Ciudadana lleva a la ruptura del bipartidismo y al cuestionamiento del modelo neoliberal.